# Juliusz Twardowski

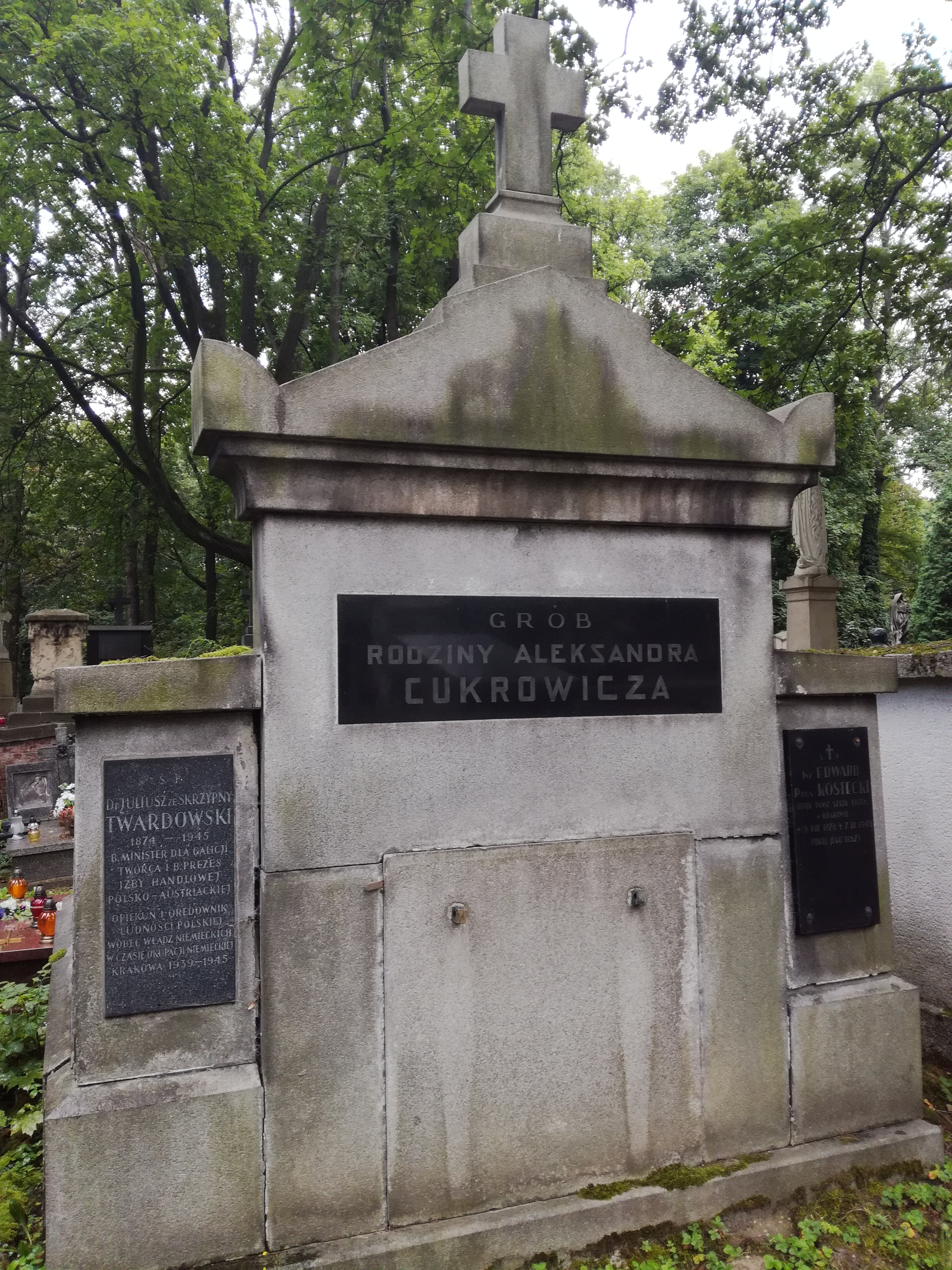
Grób Juliusza Twardowskiego na cmentarzu Rakowickim

Juliusz Twardowski, Julius von Twardowski, Juliusz Twardowski ze Skrzypny, Julius von Twardowski-Skrzypna (ur. 23 stycznia 1874 w Wiedniu, zm. 3 czerwca 1945) – doktor praw, polityk austriacki, polski i polonijny. 

## Życiorys
Urodził się 23 stycznia 1874 w Wiedniu, w rodzinie Piusa i Malwiny z Kuhnów. Absolwent Theresianum w Wiedniu (1882–1892), student prawa na Uniwersytecie Wiedeńskim (Universität Wien) (1892–) i Uniwersytecie Franciszkańskim we Lwowie (–1897). Brat Kazimierza Twardowskiego, założyciela szkoły lwowsko-warszawskiej. 
Był zatrudniony w austriackiej Prokuratorii Skarbu (1898–), Ministerstwie Handlu, Ministerstwie Robót Publicznych (1907–1910), w komórce ds. Galicji w Prezydium Rady Ministrów (Ministerratspräsidium) (1910–1917); formalnie pełnił urząd ministra bez teki (Minister ohne Geschäftsbereich lub Minister ohne Portefeuille) w Rządzie Ernsta Seidlera, którego nieoficjalnie określano ministrem ds. Galicji (Staatsminister für Galizien) (1917–1918). 
Następnie różne funkcje powierzały mu władze II Rzeczypospolitej – pełnomocnika Głównego Urzędu Likwidacyjnego w Wiedniu, przedstawiciela Polski na Konferencji Posłów w Wiedniu (od 1919), później szefa delegacji do rokowań o I traktacie handlowym z Niemcami w Warszawie (1928–1930). Był założycielem Austriacko-Polskiej Izby Handlowej (Österreichisch-Polnische Handelskammer) i pełnił w latach 1921–1930 funkcję jej prezesa.
Podczas okupacji niemieckiej w toku II wojny światowej przewodniczył Radzie Przybocznej Miasta Krakowa (1939–1941). Współtworzył w styczniu 1940 pierwszy projekt statutu Rady Głównej Opiekuńczej i uczestniczył w pertraktacjach w tej sprawie z niemieckimi władzami Generalnego Gubernatorstwa i dowództwem sił bezpieczeństwa w Krakowie. Należał do grona ludzi, z których opinią liczył się w swojej działalności Adam Ronikier. Po odwołaniu Ronikiera przez Niemców w październiku 1943 był rozważany jako kandydat na prezesa RGO. Formalnie wciąż w charakterze przewodniczącego rozwiązanej w 1941 Rady Przybocznej wziął udział w ostatniej delegacji RGO i mieszkańców Krakowa do Hansa Franka 13 listopada 1944, domagając się oszczędzenia miasta w trakcie działań wojennych.
Od 9 stycznia 1919 był mężem Pauli Smolinowej.
Pochowany na cmentarzu Rakowickim w Krakowie (kwatera IVa-zach-po lewej Gertlerów i Wisłockich).

## Ordery i odznaczenia
- Krzyż Komandorski Orderu Odrodzenia Polski (30 kwietnia 1925)[7]
- Krzyż Komandorski Orderu Franciszka Józefa (Austro-Węgry, 1916)[8][9]
- Krzyż Zasługi I Klasy Orderu Zasługi (Austro-Węgry)[1]
- Krzyż Komandorski Orderu Świętego Olafa (Norwegia)[1]
- Krzyż Oficerski Orderu Legii Honorowej (Francja)[1]
- Krzyż Kawalerski Orderu Zasługi Rolniczej (Francja)[1]